# Ферман, Даниель
Даниель Ферман (швед. Daniel Fehrman, 12 января 1710, Стокгольм — 8 июня 1780, Стокгольм) — шведский медальер.

## Биография
В возрасте 16 лет был отдан в обучение медальеру Иоганну Карлу Гедлингеру. Вместе с учителем в 1732 году переехал в Данию, а в 1735 году — в Россию, где работал с ним до 1737 года.
Показав себя старательным и умелым учеником, Ферман с 1739 года замещал на монетном дворе Швеции Гедлингера, часто находившегося в разъездах. В 1745 году, когда Гедлингер окончательно переехал в Швейцарию, Ферман назначен гравёром-медальером монетного двора Швеции.
В 1760 году получил звание «королевского гравёра медалей». В 1764 году перенёс инсульт и был вынужден прекратить работу, передав свою должность сыну Карлу-Густаву.
Создал около 30 медалей и 80 жетонов, в том числе медали: на бракосочетание кронпринца Адольфа Фредрика и Луизы Ульрики Прусской (1744), в честь естествоиспытателя Карла Линнея (1746), на смерть короля Фредрика I (1751).
Свои работы подписывал: «F.», «D.F.» или полным именем.